# آچار آلن

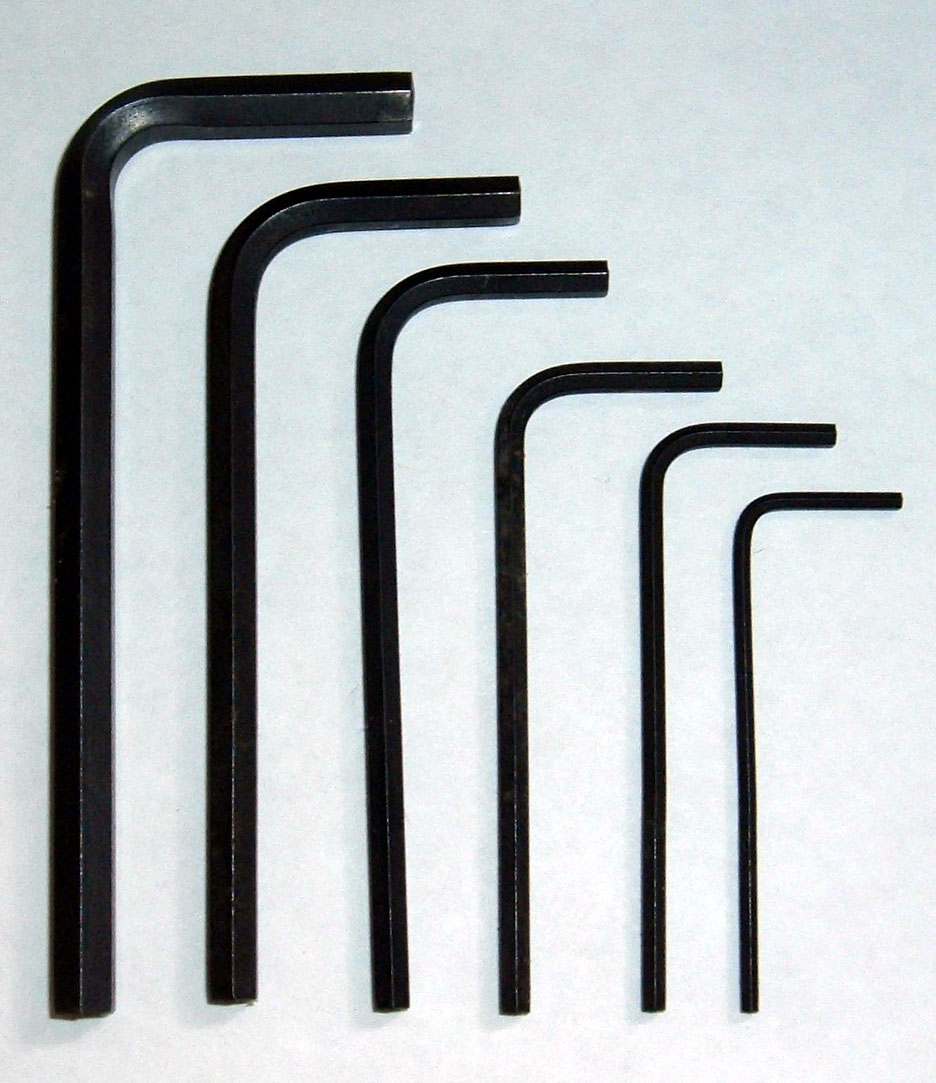
آچار آلن در اندازه‌های مختلف

پیچ آلن در اندازه‌های مختلف

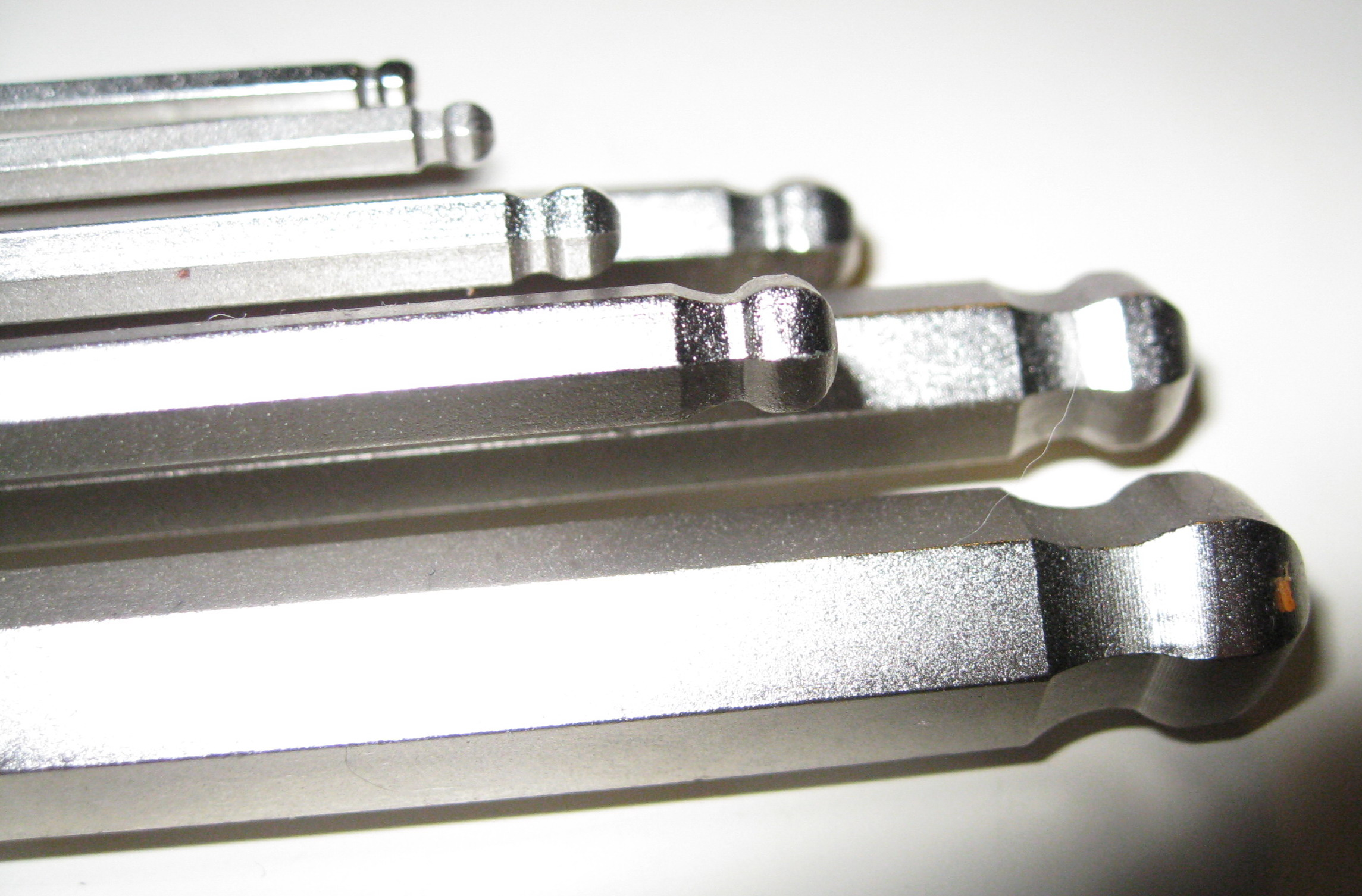
آچار آلن سر گرد

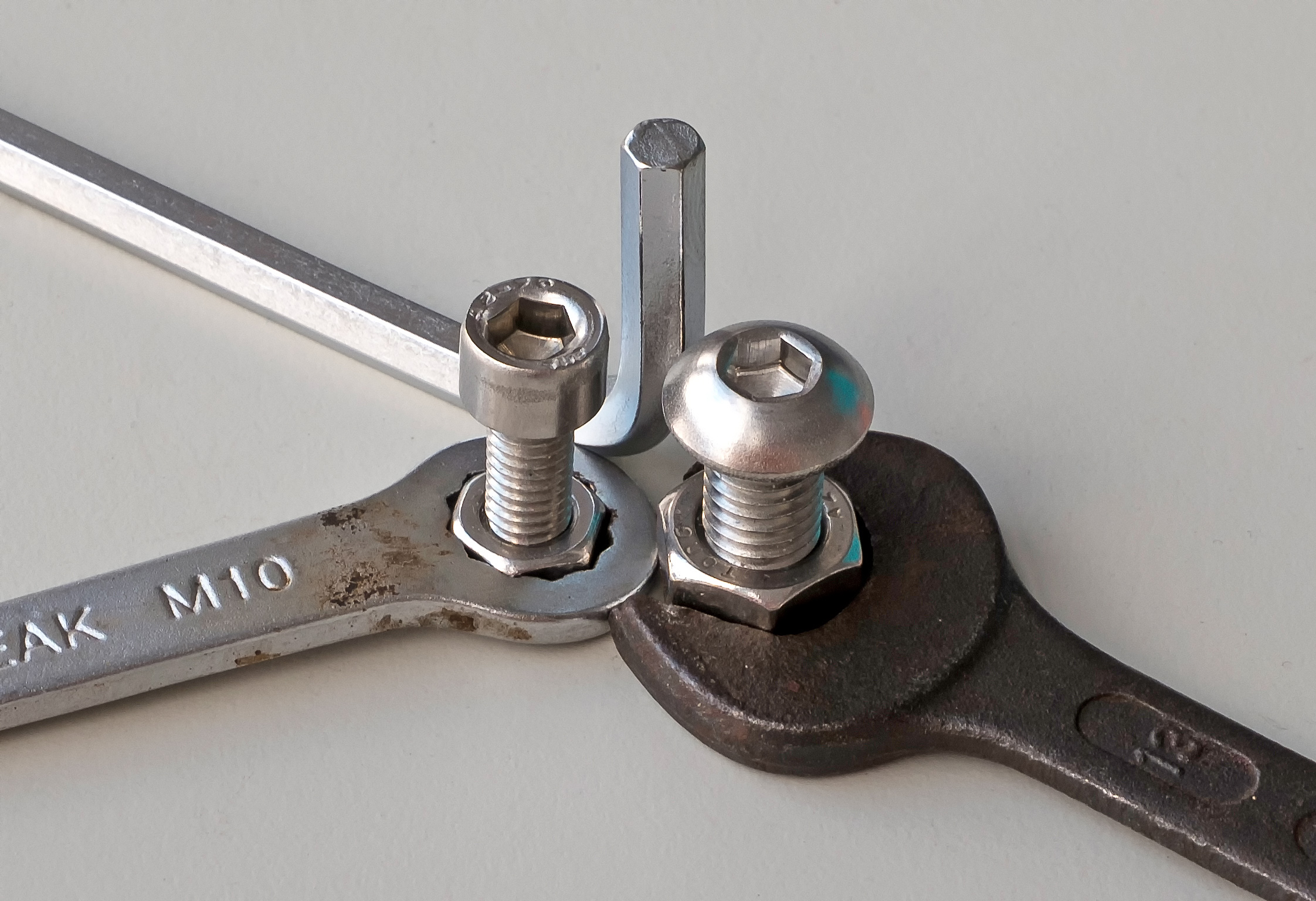

آچار آلن وسیله‌ای است L مانند با مقطع شش‌ضلعی برای شل و سفت کردن پیچ‌های آلن.
پیچ آلن پیچی است که در یک سرش حفره‌ای شش‌ضلعی دارد که نوک آچار آلن موقع استفاده در آن قرار می‌گیرد. معمولاً در بستن قطعات دوچرخه از این پیچ استفاده می‌شود.
آچار آلن سر گرد دارای سری توپی شکل است که استفاده از این وسیله را در راستاهایی غیر از محور پیچ میسر می‌کند.